# Drunen
Drunen – miasto w prowincji Brabancja Północna, w Holandii. Według danych na rok 2018 miasto zamieszkiwało 17 895 osób, a gęstość zaludnienia wyniosła 3554 os./km².

## Klimat
Klimat jest morski. Średnia temperatura wynosi 9 °C. Najcieplejszym miesiącem jest czerwiec (20 °C), a najzimniejszym miesiącem jest styczeń (-2 °C).